# Tetragonula ruficornis
Tetragonula ruficornis är en biart som först beskrevs av Smith 1870.  Tetragonula ruficornis ingår i släktet Tetragonula, och familjen långtungebin. Inga underarter finns listade.

## Utseende
Ett litet bi med både kroppslängd och vinglängd omkring 3,5 mm. Huvud och mellankropp är mer eller mindre svarta, käkarna dock brungula, mellankroppen har fyra ljusare, hårbeklädda längsband, medan bakkroppen är brunaktig.

## Ekologi
Släktet Tetragonula tillhör de gaddlösa bina, ett tribus (Meliponini) av sociala bin som saknar fungerande gadd. De har dock kraftiga käkar, och kan bitas ordentligt. Boet, som till största delen består av vax, delvis uppblandat med kåda, skyddas aggressivt av arbetarna.

## Utbredning
Arten förekommer i Indien i delstaten Uttar Pradesh.